# Valentin Silvestrov
Valentin Silvestrov (en ukrainien : Валентин Сильвестров (Valentyn Sylvestrov)), né à Kiev le 30 septembre 1937, est un compositeur et pianiste ukrainien.

## Biographie
Valentin Vassiliovich Silvestrov (en ukrainien : Васильович Сильвестров) naît le 30 septembre 1937 à Kiev (alors en URSS). Il prend d'abord des leçons de musique privées à l'âge de 15 ans puis prend des cours à l'école de musique du soir de Kiev de 1955 à 1958, avant d'étudier au conservatoire de Kiev de 1958 à 1964.
Il conquiert la scène musicale au début des années 1960 en tant que cerveau progressiste d’un groupe d’avant-garde de Kiev réuni autour de Leonid Grabovski. Tonalité libre, dodécaphonisme, musique aléatoire, clusters, recours aux bruits et à l’électronique font partie de sa panoplie, il expérimente avec l’art conceptuel et le théâtre instrumental. Son écriture, très expressive, est d'abord influencée par le post-sérialisme se pratiquant alors en Europe occidentale. Il connaît rapidement le succès à l'étranger, salué notamment par Adorno comme un musicien extraordinairement doué. Sa symphonie Eschatofonie fait sensation à Darmstadt en 1968. Il est lauréat du prix national Taras Chevtchenko en 1995 puis du Prix Koussevitzky en 1997.
En 1970, après de longues réflexions sur le sens de la musique, il produit une œuvre-charnière : Drama. « J’ai essayé ici de sortir du ghetto de l’avant-garde, comme d’autres le faisaient aussi à l’époque. »
Sa musique s'oriente ensuite de plus en plus vers la confidence expressive, aux lignes mélodiques très étirées, mais sans recourir à la « polystylistique » dont il est alors beaucoup question en Union soviétique. Il s’agit plutôt d’une fusion, d’une égalité de traitement appliquée à différents styles. En 1972, dans la Méditation pour violoncelle et orchestre de chambre, Silvestrov préconise expressément le « retour à l’identique ».
Ses œuvres récentes, Kitsch-Musik, Postludium, Postscriptum, Epitaph ou Requiem pour Larissa, exploitent – voire exaltent - les ressources musicales du passé telles l’accord parfait et la gestuelle classico-romantique, souvent même avec une expression de nostalgie avouée. Silvestrov reconnaît que ces procédés ont perdu leur sens originel et sont devenus une sorte de musique « dépossédée », ambiguë, qu’il nomme « métaphorique ». Les moyens du passé sont devenus pour lui des paraboles, des béquilles du souvenir. Sa musique est l'épilogue ultime du grand romantisme.
En mars 2022, pendant l'invasion russe en Ukraine, il décide de s'exiler ,,.

## Musique de film
- 2002 : Motifs tchékhoviens (Чеховские мотивы) de Kira Mouratova
- 2004 : L'Accordeur (Настройщик, Nastroïchtchik) de Kira Mouratova
- 2005 : Le Temps qui reste de François Ozon
- 2007 : Deux en un (Два в Одном) de Kira Mouratova
- 2012 : L'Éternel Retour (Вечное возвращение) de Kira Mouratova
- 2022 : Une femme de notre temps de Jean-Paul Civeyrac